# One Magnificent Mile

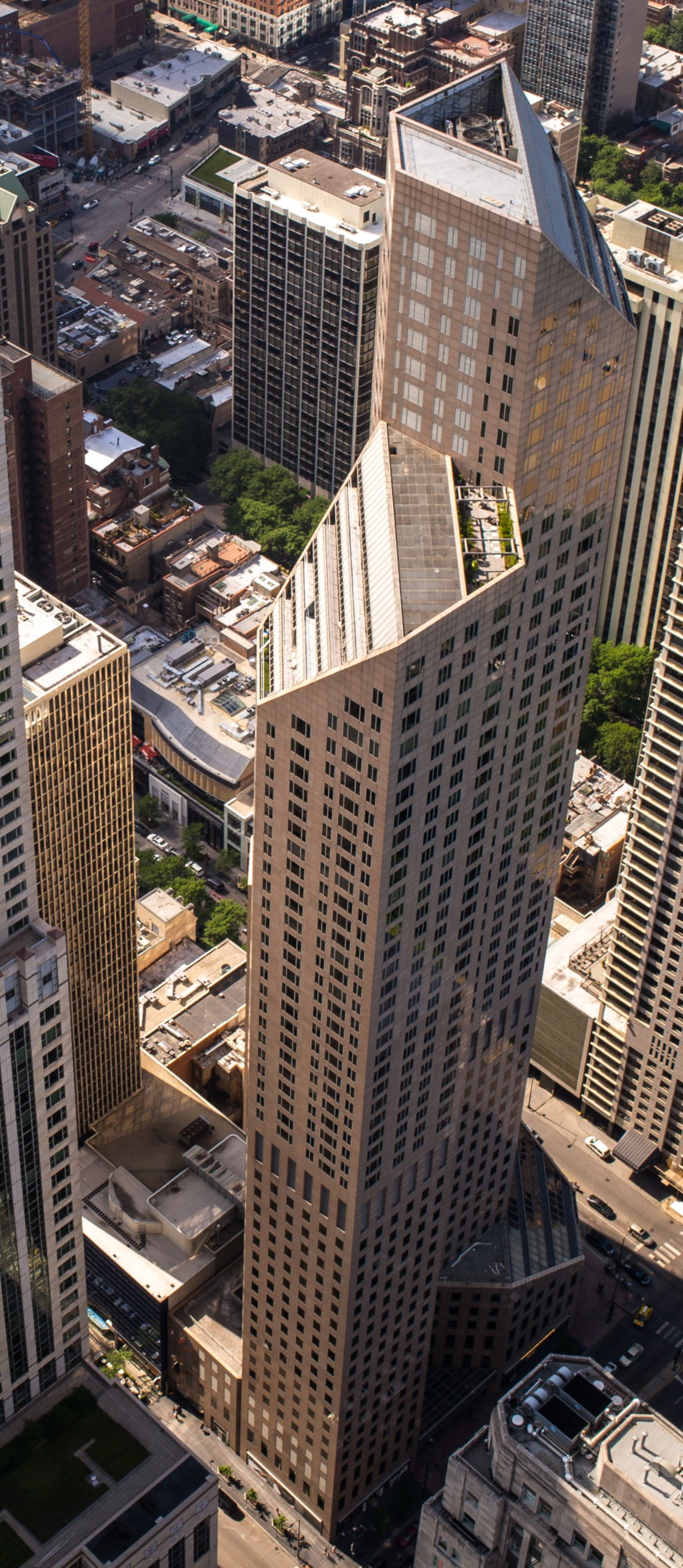
One Magnificent Mile

One Magnificent Mile est une tour multi-usage située à Chicago construite par le cabinet d’architecture SOM (Skidmore, Owings and Merrill). 
Elle est construite en 1983 à l'extrémité nord de Michigan Avenue sur le Magnificent Mile. 
Elle est haute de 205 m pour 57 étages, et elle est composée de bureaux et d'appartements de luxe.